# Marta Szeliga-Frynia
Marta Szeliga-Frynia (ur. 22 stycznia 1980) – polska curlerka. Jest skipem drużyny Curling Team Łódź. Wcześniej występowała w barwach warszawskiego Media Curling Club oraz RKC Curlik Ruda Śląska „Prawdziwe Zawodniczki Curlingu” (PZC). Żona Pawła Fryni, z wykształcenia realizator dźwięku.
Marta w curling zaczęła grać w październiku 2003. W następnym roku jej drużyna wystartowała w I Mistrzostwach Polski i uzyskała 4. miejsce. Jednak zwyciężczyni Krystyna Beniger zaoferowała jej miejsce rezerwowej podczas Mistrzostw Europy 2004. Szeliga-Frynia zagrała w 3 meczach, Polska została sklasyfikowana na 17. miejscu.
Podczas kolejnych mistrzostw warszawska drużyna zdobyła już brązowy medal. W tym samym roku rozegrano Mistrzostwa Polski Mikstów w Curlingu 2004, Szeliga-Frynia była wiceskipem w drużynie Arkadiusza Detynieckiego. Zespół MCC Mix Media z jedną porażką wyszedł z grupy A, następnie wygrał ćwierćfinał ze swoimi klubowymi rywalami Mazowieckimi Guzikami 5:3. W półfinale zmierzył się z CCC YETI, mecz zakończył się wynikiem 9:4 dla Mix Media. W finale zespół Detynieckiego pokonał 14:1 Śląski Klub Curlingowy II Katowice. Na Mistrzostwach Europy Mikstów 2005 zespół wygrał 2 mecze na 5 i został sklasyfikowany na 14. miejscu.
Kolejne Mistrzostwa Polski przyniosły zespołowi Media Curling Team złoty medal, w finale pokonał 10:2 ŚKC Dioda. Następnymi zawodami rangi mistrzowskiej były Mistrzostwa Polski Mikstów, MCC Mix Media z Szeligą-Frynią wygrał swoje wszystkie mecze a w finale pokonał CCC Amber Yeti 10:5. 2 tygodnie po zakończeniu zawodów w Polsce rozpoczęły się Mistrzostwa Europy Mikstów. Polska w grupie D wygrała i przegrała po 2 mecze, dało to wspólne 2. miejsce z Czechami i tie-breaker. Dodatkowy mecz zakończył się przegraną Polaków 7:8, Polskę sklasyfikowano na 11. miejscu. W grudniu tego samego roku rozgrywano Mistrzostwa Europy Kobiet. Reprezentacja Polski z bilansem 3-2 zajęła 3. miejsce w grupie B2 a w ogólnej klasyfikacji 15.

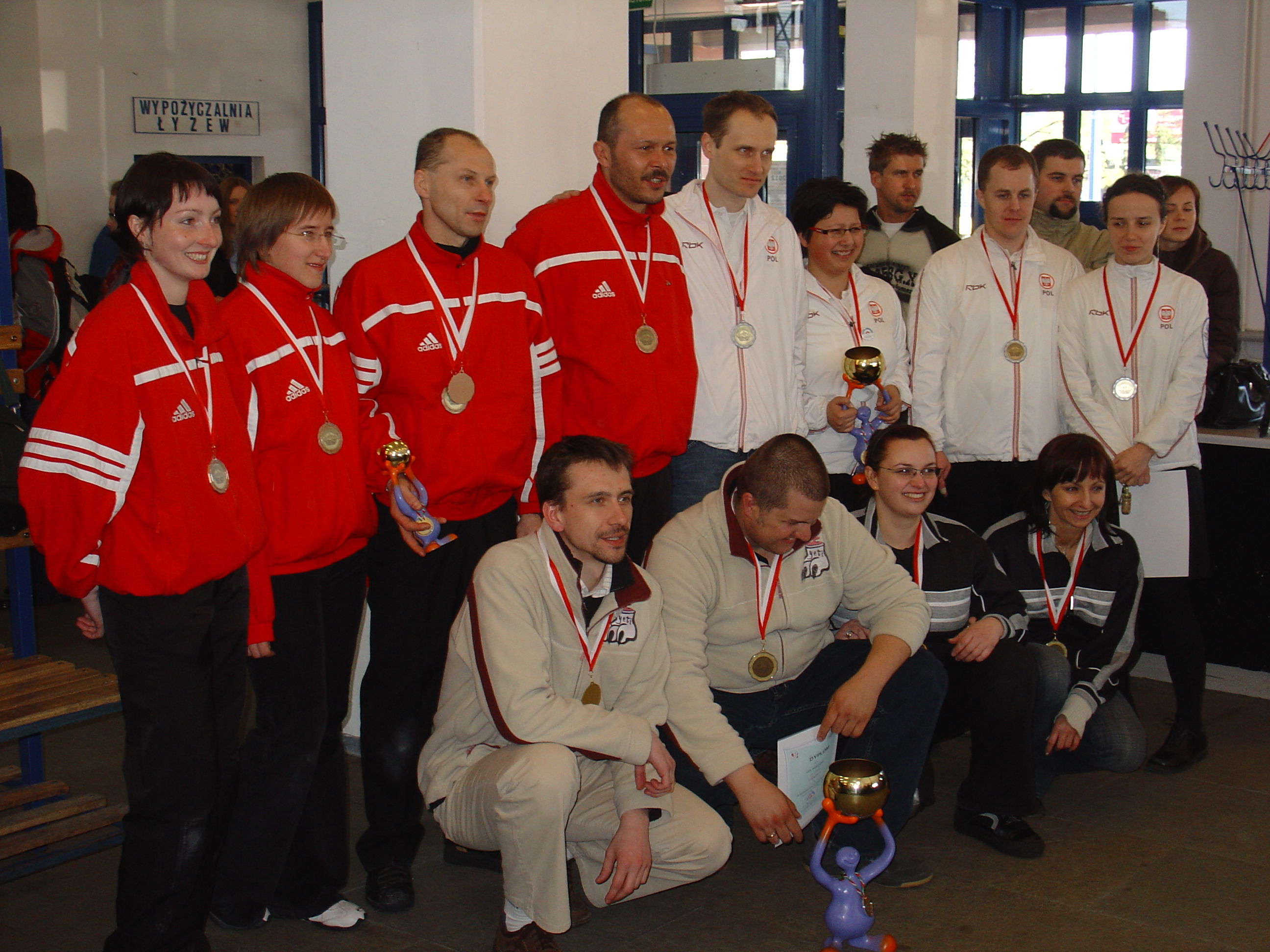
Podium Mistrzostw Polski Mikstów w Curlingu 2007

Fazę grupową Mistrzostw Polski 2007 drużyna kobieca zakończyła na 1. miejscu z bilansem 5-0, dało to automatycznie miejsce w finale. Media Curling Team spotkał się tam z ŚKC Toxic, z wynikiem 8:6 drużyna Szeligi-Fryni obroniła tytuł mistrza kraju. W kolejnym finale Mistrzostw Polski Mikstów ponownie rywalizowały ze sobą MCC Mix Media i CCC Amber Yeti. Do 9. endu był remis, w przedostatnim zagraniu meczu kapitan Yeti Rafał Janowski próbował zagrać freeze, kamień był za lekki jednak był najlepszym kamieniem w domu. Ostatnie zagranie należało do nowej kapitan drużyny Marty Szeligi-Fryni, zagrywany take-out nie był udany, kamień przeciwników zatrzymał się na innym kamieniu Mix Media i był punktujący. Zawodnicy MCC Mix Media zdobyli srebrne medale. Podczas Mistrzostw Europy w Füssen Polska wygrała 2 mecze na 5 i podobnie jak rok wcześniej zajęła 3. miejsce w swojej grupie a w ogólnej klasyfikacji 15.
Po wygranej 4-1 Round Robin w Mistrzostwach Polski 2008 Szeliga-Frynia miała miejsce w finale. Jej rywalem okazała się drużyna KC Ruda Śląska Toxic, mecz zakończył się wynikiem 7:10. Szansą na występ w Mistrzostwach Europy 2008 był Turniej kwalifikacyjny, gdzie grały cztery najlepsze drużyny mistrzostw kraju. Drużyna Szeligi-Fryni znalazła się w finale z AZS PŚ Gliwice Dzwoneczki, wygrała go wynikiem 7:3.
W Mistrzostwach Polski Mikstów 2008 drużyna Marty Szeligi-Fryni odzyskała tytuł mistrzów kraju po rocznej przerwie wygrywając finał z RKC Ruda Śląska 6:1. W Mistrzostwach Europy Polska wygrała tylko jeden mecz (z Norwegią) na siedem i została sklasyfikowana na 19. miejscu. Inna sytuacja miała miejsce w szwedzkim Örnsköldsvik podczas Mistrzostw Europy Kobiet, Polki z bilansem 3-2 rozegrały tie-breaker z Estonkami o wyjście z grupy. Dodatkowy mecz zakończył się wynikiem 8:1 na korzyść Polek. Było to pierwsze w historii zakwalifikowanie się do fazy play-off grupy B, Szeliga-Frynia przegrała swój kolejny mecz z Węgierkami 4:6. Polska została sklasyfikowana na 4. miejscu grupy B i 14. ogólnie.
W 2012 została skipem nowej drużyny, „Prawdziwe Zawodniczki Curlingu”. W fazie grupowej Mistrzostw Polski 2012 curlerki z Rudy Śląskiej nie odniosły porażki i awansowały do finału turnieju. Ostatecznie, po przegranej 6:8 z AZS Gliwice (Elżbieta Ran) zdobyły srebrne medale.
Marta Szeliga-Frynia w parze ze swoim mężem rywalizowała w konkurencji par mieszanych. W Mistrzostwach Polski 2008 duet ten zdobył srebrne medale, w finale lepsza była para Agnieszki Ogrodniczek i Damiana Hermana. Rok później Szeliga-Frynia zajęła 23. miejsce.

## Drużyna
- Maria Stefańska
- Barbara Karwat
- Julia Dyderska
- Emilia Filutowicz

| Dawniej - Katarzyna Wicik - Agnieszka Ogrodniczek - Marianna Das - Magdalena Muskus - Krystyna Beniger - Zuzanna Rybicka - Adela Walczak | Miksty - Paweł Frynia - Marianna Das - Arkadiusz Detyniecki |